# Bloc Català
Le Bloc Català est un ancien parti politique catalan de France, situé au centre gauche de l'échiquier politique, fondé en 2001 et dissous en 2006 dans le parti Convergence démocratique de Catalogne.

## Présentation
Le Bloc Català naît le 23 octobre 2001 lors d'un congrès de fondation célébré à Thuir, de la convergence de personnalités de sensibilités diverses et de militants politiques issus de partis présents dans les Pyrénées-Orientales. Le premier bureau est composé de Gérard Tarrius (président), Jordi Vera (secrétaire général), Rig Cristià (premier élu catalaniste) et Christophe Soler (trésorier).
Le Bloc Català promeut une identité catalane ouverte sur le monde, partagée par tous les habitants de la « Catalogne Nord ». Il défend également la réalité catalane transfrontalière. Il considère nécessaire d'ouvrir un véritable débat public sur le pouvoir régional, dans l'Europe en construction.
La revendication principale du Bloc Català est l'obtention d'une région catalane dans le cadre de la République française comme le permet l'article 72 de la Constitution française révisée en 2003.
En quatre ans d'existence, le Bloc Català devient un parti de référence en Catalogne française en étant notamment le moteur du mouvement contre l'appellation Septimanie promue par le président de la région Languedoc-Roussillon, Georges Frêche.
À partir de 2002, le parti est présent à toutes les échéances électorales. Aux élections législatives de 2002, les candidats du Bloc Català  obtiennent entre 1,05 % et 1,92 %. En 2004, le Bloc participe aux élections cantonales, régionales et européennes. 
Le 3 décembre 2006, le Bloc Català devient Convergence démocratique de Catalogne, à l'issue d'un congrès de transformation qui se déroule au Mégacastillet de Perpignan. Il est à partir de cette date une fédération indépendante du parti homonyme en Catalogne, qui disparaît en 2016.